# فرحان عادل
فرحان عادل (25 سبتمبر 1977 بكراتشي في باكستان - ) (بالأردوية: فرحان عدیل)‏ (بالإنجليزية: فرحان عدیل)‏ هو لاعب كريكت باكستاني. شارك مع منتخب باكستان للكريكت.

## وصلات خارجية
- فرحان عادل على موقع إي آس بي آن كريك إنفو (الإنجليزية)